# Мельник Яків Іванович (Герой Соціалістичної Праці)
Я́ків Іва́нович Ме́льник (22 квітня 1903 — 21 вересня 1955) — працівник сільського господарства, Герой Соціалістичної Праці.

## Біографія
Мельник Яків Іванович народився 22 квітня 1903 року в селі Малютянка Васильківського району (нині Києво-Святошинського району) Київської області в селянській родині.
Трудову діяльність розпочав в 1919 році в рідному селі.
В 1920 — 1921 роках працював чорноробом в автогаражі Київміськтрансу.
В 1921 — 1923 роках працює пильщиком на лісорозробках біля станції Боярка.
В 1924 році вступає до сільськогосподарської артілі «Надія» Компаніївського району Кіровоградської області.
В 1926 році висувається на посаду голови сільспоживтовариства Компаніївської райспоживспілки.
В 1930 — 1931 роках працює головою колгоспу в Устинівському районі Кіровоградської області.
В 1931 році вступає до лав КП(б)У і обирається головою Устинівської сільської Ради.
В 1933 — 1936 роках працює заступником директора Устинівської МТС.
В 1936 році Я. І. Мельник призначається директором радгоспу імені 25 Жовтня Первомайського району Одеської (тепер Миколаївської) області.
З початком Німецько-радянської війни евакуюється спочатку до Свердловського району Ворошиловоградської області, де очолює радгосп імені Калініна, а згодом — директор кінного заводу Кемеровської області Росії.
Після звільнення Первомайського району від німецько-румунських загарбників в березні 1944 року, повернувся до Степківки, де відновлював зруйноване господарство. За повоєнні роки радгосп імені 25 Жовтня став передовим господарством регіону.
Обирався депутатом Одеської обласної ради, а після входження Первомайського району до складу Миколаївської області, — депутатом Миколаївської обласної ради.
Помер 21 вересня 1955 року. Похований в місті Первомайську Миколаївської області на кладовищі по вулиці Одеській.

## Нагороди
- Указом Президії Верховної Ради СРСР від 26 лютого 1948 року за видатні успіхи, досягнуті в розвитку сільськогосподарського виробництва, присвоєно звання Героя Соціалістичної Праці.
- Орден Леніна
- Орден «Знак Пошани»
- Медаль «За доблесну працю у Великій Вітчизняній війні 1941—1945 рр.»